# Vista Hermosa Lázaro Cárdenas
Vista Hermosa Lázaro Cárdenas är en ort i Mexiko.   Den ligger i kommunen San Marcos Arteaga och delstaten Oaxaca, i den sydöstra delen av landet, 220 km sydost om huvudstaden Mexico City. Vista Hermosa Lázaro Cárdenas ligger 1 664 meter över havet och antalet invånare är 379.
Terrängen runt Vista Hermosa Lázaro Cárdenas är huvudsakligen kuperad, men den allra närmaste omgivningen är platt. Runt Vista Hermosa Lázaro Cárdenas är det ganska glesbefolkat, med 22 invånare per kvadratkilometer. Närmaste större samhälle är San Sebastián del Monte, 7,2 km söder om Vista Hermosa Lázaro Cárdenas. I omgivningarna runt Vista Hermosa Lázaro Cárdenas växer huvudsakligen savannskog.